# Billaea satisfacta
Billaea satisfacta là một loài ruồi trong họ Tachinidae.